# 自虐
自虐（じぎゃく、英: self-torture）は、自分で自分をいじめ苦しめること。自分の肉体や心をいためつけること。

## 概要
自分で自分自身をいじめ、苦しめることである。
他人に言えば「言葉の虐待」やハラスメント行為と判定されるような、言われた人が苦しむような言葉というものがあるが、そうした種類の残酷な言葉を自分自身に向けて言うことは、それが内心で思い浮かべる言葉であれ、日記などに書くのであれ、 "言葉による自虐" であり、精神的な自虐である。
文化的背景などが原因で幼少時から自己肯定感を欠いている人が、病的に自虐を繰り返す。自虐を繰り返すということは自分自身を虐待していることなので、少し頭を使えば誰でも分かることであるが、当人は慢性的に幸福感が低くなってゆく。そして自虐は長期的に見ると当人を不幸にするばかりでなく、周囲の人々まで精神的にこんがらがった状態に引き込んでしまい、周囲の人々の幸福感まで損ないがちである。
種類
大きく分けると、精神的な自虐と肉体的な自虐がある。
自分が苦しむような言葉や文章を、誰も言っていないのに、わざわざ自分自身で心の中で組み立てたり、文字にしたり、それを繰り返し思い浮かべることは精神的な自虐である。
肉体的な自虐としてはたとえば自傷行為というものがある。
いじめたり苦しめることを習慣的に行う場合は虐待とも言うので、自虐を習慣的に行っている場合は自分自身を虐待してしまっていることになる。

### 原因
自虐をしてしまう人の心理的な原因にはさまざまなものがある。
ひとつには《自己肯定感》が低いことが原因になっている場合がある。《自己肯定感》というのは、各文化圏や風土ごとにレベルがかなり異なっている。《自己肯定感》というのは各人の客観的な能力や実力とは無関係である。実際の能力や実力とは無関係に、他者との比較をする前から、アプリオリに、まず自分を無条件に全肯定することから始める文化圏、まず自分を無条件に全肯定することが良いのだと肯定するのが当然だと見なしている文化圏と、実際の能力や実力とは無関係にまず病的に自分を否定してしまうところから始める文化圏（風土）が一部にある。
アメリカ、イギリス、ドイツ、フランス、韓国、日本などの若者を調べた調査（平成25年度）では、日本人だけが極端に《自己肯定感》が低かった。アメリカやヨーロッパだけでなく韓国も高いのに、日本だけが異常に低かった。実力とは無関係に《自己肯定感》が低い。少し注意が必要なのだが、《自己肯定感》が低いことは、日本人の若者の客観的な能力が低いことを全然意味していない。識字率や知能テストや基本学力や数学能力などの国際比較をすると、客観的な能力では日本人はむしろ比較的能力が高い。つまり、日本人は客観的な能力は高いのに、なぜか自己評価はとびぬけて低い。つまり、この記事のテーマである《自虐》に話を戻すと、つまり日本人は自分自身に低い自己評価をするということで精神的な自虐を行っており、幸福感を損なっている。
なお《自己肯定感》というのは簡単に言うと、自分を無条件に肯定する感覚である。自己肯定感を持っていると、自分のやることが仮にうまくいっても仮にうまくいかなくてもさほど気にならないし、他人からどう見えるかということもほとんど気にしなくて済む。自己肯定感がある人は、自虐はしないし、幸福感も持っている。《自己肯定感》は幸福感をもたらす鍵である。
精神免疫学の研究者によると、幸福感について世界的な調査を行ったところ幸福感を持っている人に共通する内的な特徴は以下の4つだと判明したという。
- 自分自身のことが好きであること[4]
- 主体的に生きているという感覚を持てていること[4]
- 楽観的であること[4]
- 外向的であること[4]

このように、幸福感をもたらす特徴（条件）の筆頭に「自分自身のことが好きであること」が挙げてある。そして欧米の人々は日本人に比べて幸福感が高く、自分自身のことが好きである。これは他者との比較をして自分を好きと感じているのではなく、比較をしたりせず、無条件に自分自身のことが好きで、無条件に自分自身のことを肯定しているのである。
なお《自己肯定感》は、自己の客観的な能力とも異なるし、自信とも異なっている。自己肯定感というのは、テストの点数や、他者との比較とは無関係であり、むしろそういうものを無視できる能力であり、ものの見方である。